# Monte Santorcaz

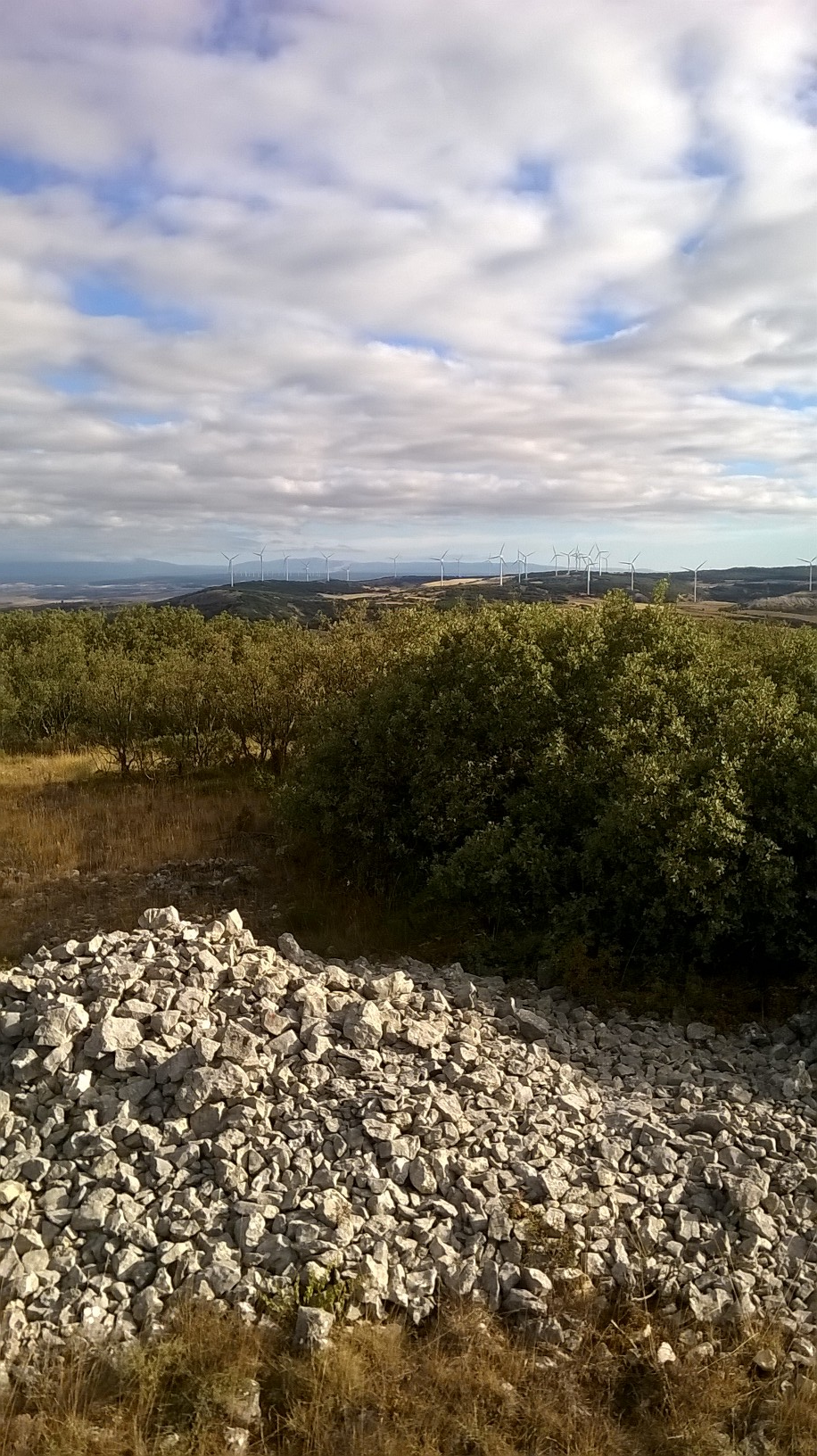
Fotografía realizada en julio de 2016 en el Monte Santorcaz.

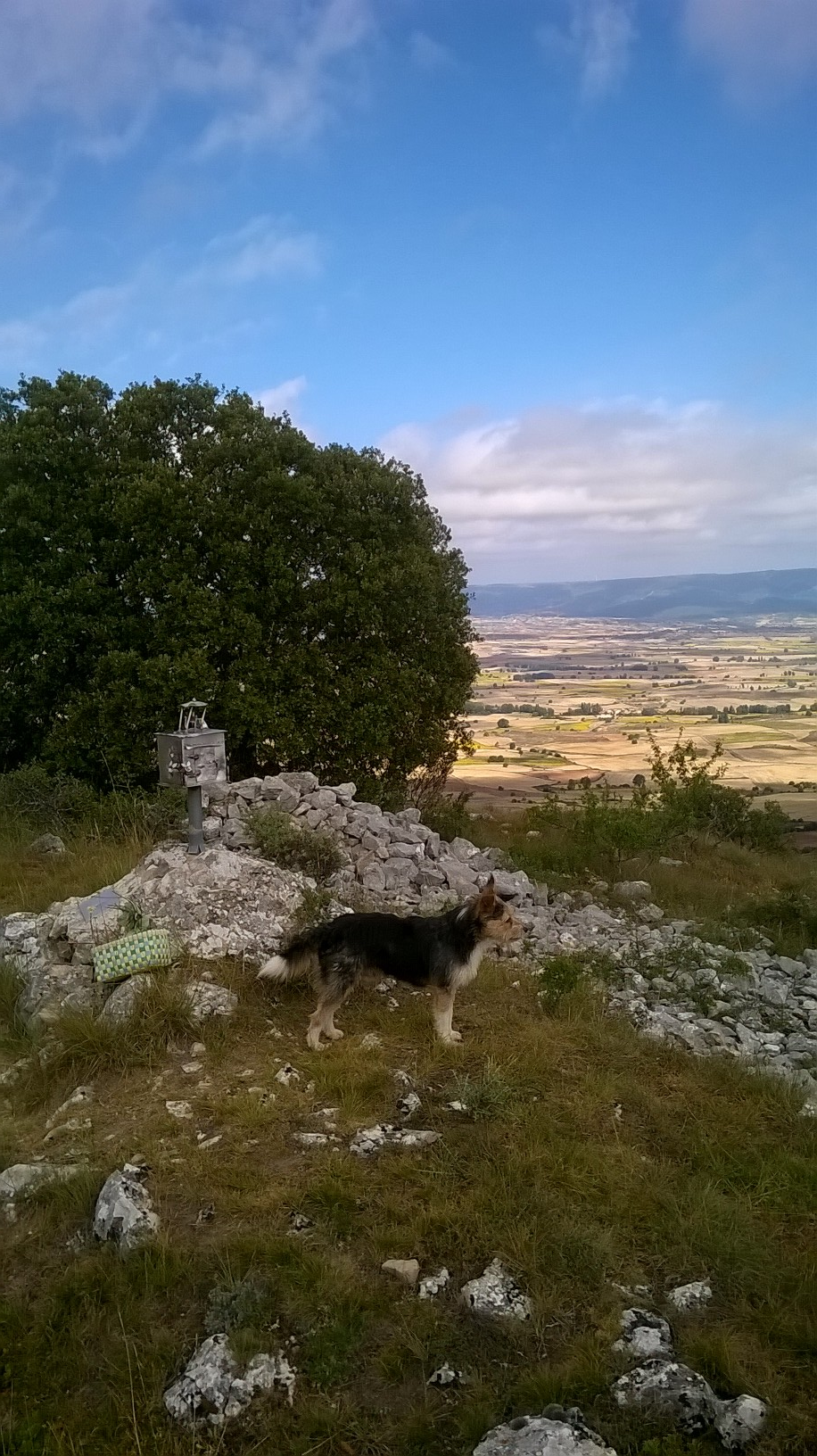
Fotografía realizada en julio de 2016 desde lo alto del mirador.

El Monte Santorcaz es un monte situado al oeste de Briviesca, Burgos. De acceso cómodo, a 1045 m s. n. m., incluido en la Sierra de las Cruce. Se encuentra en el centro exacto de la línea recta imaginaria que une Piérnigas y el Santuario de Santa Casilda. Su bonita panorámica sobre la comarca y su facilidad de accesos la han convertido en un balcón privilegiado de La Bureba frecuentado por los montañeros y excursionistas de la región.

## El Mirador
La panorámica de la Bureba comprende las montañas que la cierran por el Norte: Montes Obarenes, La sierra de Oña, etc., y los altozanos y altiplanos que limitan la comarca por el Sur: Los Montes de Oca, que jalonan el camino del curso alto del río Oca entre Villafranca Montes de Oca (950 m ) y Castil de Peones (791 m ) a través del Valle de los Ajos. El mejor afluente de este río es el Homino que tiene sus fuentes en Hontomín y recogiendo aguas salobres en Poza de la Sal entrega sus aguas al Oca cerca de las estrecheces de Oña, antes de engrosar todas las aguas de la comarca al río Ebro.

## Cómo llegar
Por el Sur se desarrolla uno de los itinerarios más cortos y simples, iniciando la marcha en Buezo (850 m ), en cuyas proximidades encontramos el Santuario de Santa Casilda (925 m ), a un par de leguas de Briviesca. (45 min)
Por la vertiente Oeste podemos iniciar la marcha en Rojas (España) (725 m ) o Quintana Urría (735 m ). Un buen camino que permite llegar al collado norte (915 m ) que separa esta cima de la aplanada cota de El Espesal (972 m ). Desde este collado se llega sin dificultad a las piedras sueltas que constituyen la cumbre. (1h 15 min)

### Coordenadas
WGS84 42ª34'21,30"N3º24'25,07"W